# Valladolid (pokrajina)
Valladolid je španjolska provincija na središnjem sjeveru zemlje, u središnjem dijelu autonomne zajednice Kastilje i Leóna.
U pokrajini živi 529.157 stanovnika (1. siječnja 2014.), a prostire se na 8.110 km². Glavni grad pokrajine je Valladolid.